# Juan Flavier
Juan M. Flavier (Manilla, 23 juni 1935 – Quezon City, 30 oktober 2014) was een Filipijns politicus. Flavier was van 1992 tot 1995 minister van gezondheid in het kabinet van Fidel Ramos. Aansluitend was hij tot 2007 lid van de Filipijnse Senaat.

## Biografie
Juan Flavier werd geboren op 23 juni 1935 in Tondo in de Filipijnse hoofdstad Manilla en groeide op in Baguio. Hij was een goede leerling en voltooide in 1952 de Baguio City High School als valedictorian. Nadien behaalde hij eerst een Bachelor of Science aan de University of the Philippines en voltooide in 1960 een masteropleiding medicijnen dezelfde universiteit. In 1969 behaalde hij tevens een masterdiploma "Public Health" aan de Amerikaanse Johns Hopkins University. Na zijn afstuderen ging Flavier aan het werk om armere mensen in de provincies Nueva Ecija and Cavite te helpen.
In 1977 werd Flavier voorzitter van de Philippine Rural Reconstruction Movement. Van 1978 tot 1992 was hij voorzitter van het International Institute of Rural Reconstruction.
In 1992 werd Flavier door president Ramos benoemd tot minister van gezondheid. In die functie initieerde hij diverse gezondheidsprogramma's zoals "Oplan Alis Disease", "Kontra Kolera", "Stop TB", "Araw ng Sangkap Pinoy", "Family Planning and Doctor to the Barrios Program". Hij stond bekend om zijn pakkende slogans in de media, zoals zijn slogan Let's DOH it, wat een in die dagen een bekend begrip werd. Het succesvolle condoompromotieprogramma dat Flavier opzette in de strijd tegen hiv en aids bracht kardinaal Jaime Sin ertoe om hem een "vertegenwoordiger van Satan" te noemen.
Toen hij zich bij de Filipijnse verkiezingen 1995 verkiesbaar stelde voor een zetel in de Filipijnse Senaat voerden de katholieke bisschoppen onder leiding van Sin campagne tegen Flavier. Zijn populariteit bleek echter voldoende groot en hij eindigde bij de verkiezingen op een vijfde plek. Zes jaar later werd hij herkozen door het op een na meeste aantal stemmen te behalen. In het senaat heeft hij diverse belangrijke wetten op zijn naam staan, zoals de "Traditional Medicine Law", de "Poverty Alleviation Law" en de "Clean Air Act and the Indigenous People's Rights Act".
Flavier overleed in 2014 op 79-jarige leeftijd aan een longontsteking en meervoudig orgaanuitval in het National Kidney and Transplant Institute in Quezon City. Hij was getrouwd met Susana Aguila.
Termijn 1995 - 2001: Coseteng · Defensor-Santiago · Drilon · Enrile · Fernan · Flavier · Honasan · Magsaysay · Osmeña III · Roco · Tatad

Termijn 1998 - 2004: Aquino-Oreta · Barbers · Biazon · Cayetano · Guingona · Jaworski · Legarda · Ople · J.H. Osmeña · Pimentel · Revilla · Sotto III
Termijn 1998 - 2004: Aquino-Oreta · Barbers · Biazon · Cayetano · Jaworski · Honasan1 · Legarda · Ople · J.H. Osmeña · Pimentel · Revilla · Sotto III

Termijn 2001 - 2007: Angara · Arroyo · De Castro · Drilon · L. Estrada · Flavier · Lacson · Magsaysay · Osmeña III · Pangilinan · Recto · Villar

1: vanaf 2001 voor vacante zetel
Termijn 2001 - 2007: Angara · Arroyo · Drilon · L. Estrada · Flavier · Lacson · Magsaysay · Osmeña III · Pangilinan · Recto · Villar

Termijn 2004 - 2010: Biazon · Lapid · J. Estrada · Enrile · P. Cayetano · Santiago · Gordon · Lim · Madrigal · Pimentel · Revilla · Roxas
- CiNii: DA06088682
- International Standard Name Identifier: 0000 0000 6341 1377
- Library of Congress Control Number: n79145458
- Bibliotheek van het Japanse parlement: 00466535
- Nationale Bibliotheek van Israël: 987007277634005171
- Nederlandse Thesaurus van Auteursnamen: 133020444
- Système universitaire de documentation: 116836466
- Virtual International Authority File: 60369142
- WorldCat: E39PBJbtmHBHHHQpgBXXQFqYT3